# Emanuel Walter Oswald
Emanuel Walter Oswald (* 23. April 1801 in Basel; † 9. Mai 1883 in Saint-Louis, Elsass) war ein Schweizer Unternehmensgründer, Bankier und Grossrat.

## Leben und Werk
Emanuel Walter Oswald war das zweitälteste von zehn Kindern des Metzgermeisters, Seifensieders, Kerzenfabrikanten  und Politikers Matthias Oswald (1774–1864) und der Rosina, geborene Merian (1777–1862). Sie war die Tochter des Wirtes «zum Wilden Mann» Emanuel Merian (1753–1837) und der Rosine, geborene Iselin (1754–1844).

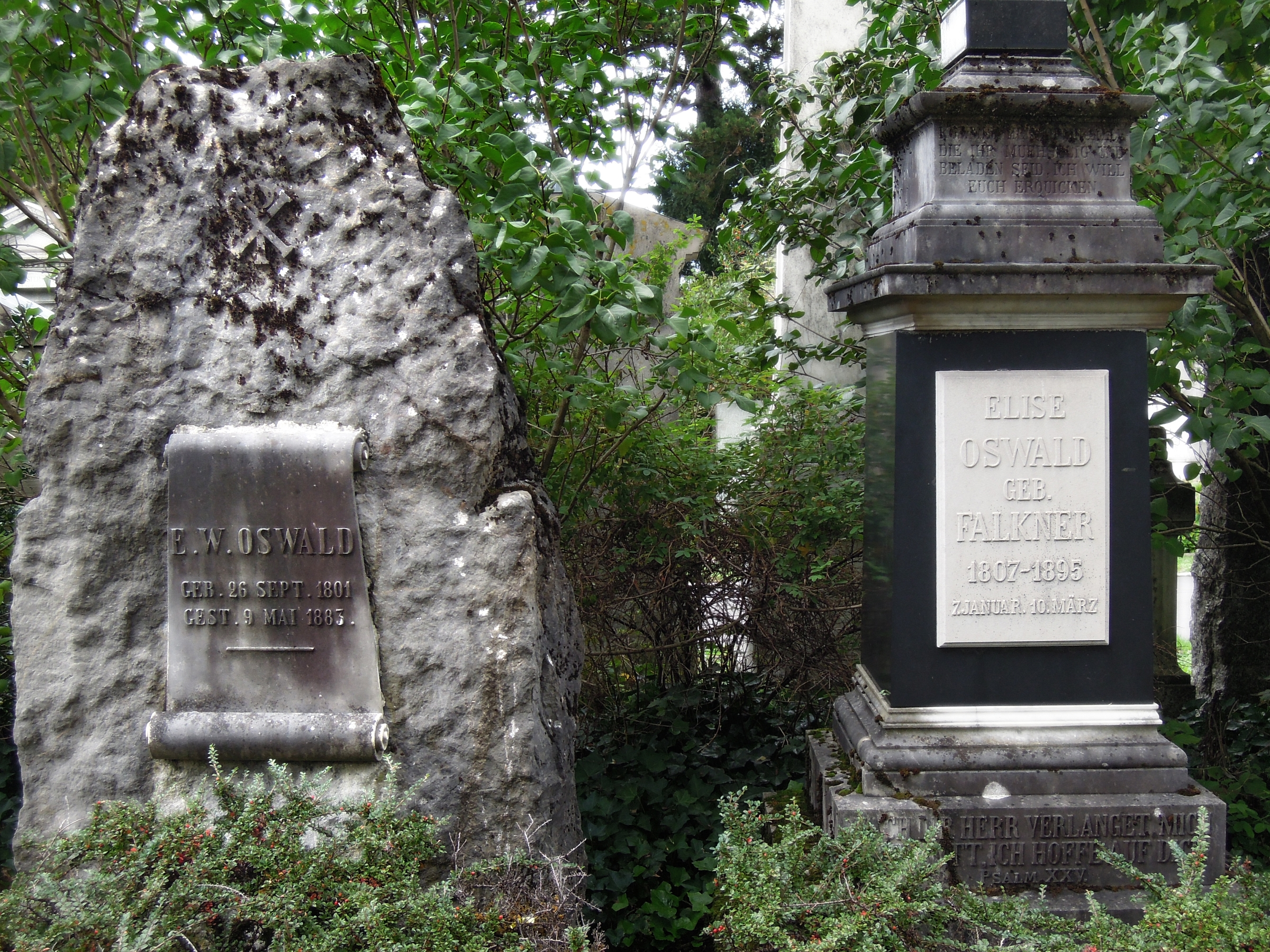
Grab, Wolfgottesacker, Basel.

Zusammen mit seinem jüngeren Bruder Johann Peter Oswald erhielt er 1837 von der Basler Regierung die Befugnis zur Einrichtung eines Dampfschiffbetriebs. Die Aktiengesellschaft französischen Rechts «Service général de navigation» hatte das Privileg für Personen- und Warentransporte zwischen Strassburg und Basel das später bis nach Mannheim erweitert wurde. Zudem hatten die Brüder eine Spedition mit Pferdefuhrwerken von Basel nach St. Gallen bzw. Bern eingerichtet. Nach dem Ausbau der Eisenbahn brach das Speditionsgeschäft ein. In der Folge gründeten die Brüder 1860 die Privatbank für Wechselgeschäfte «Comptoir d'escompte de Bâle».
Als begeisterter Schütze gewann Emanuel Walter Oswald 1827 am Eidgenössischen Schützenfest in Basel den ersten Preis, einen von Georg Adam Rehfues geschaffenen silbernen Pokal. Zudem gehörte er 1844 zu den Organisatoren des Eidgenössischen Schützenfests in Basel. Oswald sass von 1858 bis 1870 im Grossen Rat von Basel-Stadt und war ab 1864 Verwaltungsrat der Eidgenössischen Bank in Bern.
1831 heiratete er Elisabeth, geborene Falkner (* 7. Januar 1807; † 10. März 1895). Das kinderlose Ehepaar fand seine letzte Ruhestätte auf dem Wolfgottesacker in Basel. Ein von Heinrich Beltz (1801–1869) gemaltes Interieurgemälde von 1849 zeigt das Ehepaar Oswald-Falkner und wird im Historische Museum Basel aufbewahrt.